# Moira Shearer
Moira Shearer, Lady Kennedy (Dunfermline, Escocia, Reino Unido, 17 de enero de 1926 - Oxford, Inglaterra, 31 de enero de 2006), fue una bailarina y actriz británica.

## Inicios
Su nombre completo era Moira Shearer King; nació en Dunfermline, Escocia, siendo su padre el actor Harold V. King. En 1931 su familia se mudó a Ndola, Rodesia del Norte, donde recibió sus primeras clases de danza a las órdenes de un antiguo alumno de Enrico Cecchetti. En 1936 volvió al Reino Unido y estudió baile con Flora Fairbairn en Londres unos meses antes de ser aceptada como alumna del profesor ruso Nicolai Legat. Tras tres años con Legat, entró a formar parte de la Royal Ballet School. Sin embargo, tras el inicio de la Segunda Guerra Mundial, la familia hubo de volver a residir en Escocia. En 1941, Shearer debutó como bailarina con el International Ballet de Mona Inglesby, antes de formar parte del Teatro Sadler's Wells en 1942.

## Carrera cinematográfica
Se hizo internacionalmente conocida por su primer papel cinematográfico, el de Victoria Page, en el film dirigido por Michael Powell y Emeric Pressburger Las zapatillas rojas (1948). El personaje y la película tuvieron tanto éxito que, aunque protagonizó otras cintas y trabajó como bailarina muchos años, ella es conocida principalmente por dicho título.
Shearer se retiró del ballet enl 1953, aunque siguió actuando, interpretando a Titania en El sueño de una noche de verano en el Festival de Edimburgo de 1954. Volvió a trabajar con Powell en el controvertido film Peeping Tom (1960), que dañó la propia carrera de Powell.
Entre otras actividades, en 1972 fue elegida por la BBC para presentar el Festival de la Canción de Eurovisión que se llevó a cabo en el Usher Hall de Edimburgo. Además, Shearer escribió para el diario The Daily Telegraph y dio conferencias sobre ballet a lo largo de todo el mundo.
En 1987 la coreógrafa Gillian Lynne persuadió a Shearer para volver al ballet interpretando a la madre de L. S. Lowry en A Simple Man, obra producida por la BBC.

## Vida personal
En 1950 Moira Shearer se casó con sir Ludovic Kennedy en la Capilla Real de Hampton Court, en Londres. Tuvieron un hijo, Alastair, y tres hijas, Ailsa, Rachel y Fiona. Shearer falleció por causas naturales en el Hospital Radcliffe Infirmary de Oxford, Inglaterra, a los 80 años de edad. Fue enterrada en el Cementerio de Durisdeer, en Escocia.

## Filmografía
- Las zapatillas rojas (1948)
- Los cuentos de Hoffman (1951)
- Historia de tres amores (1953)
- The Man Who Loved Redheads (1955)
- 1-2-3-4 ou Les Collants noirs (Black Tights) (1960)
- Peeping Tom (1960)
- A Simple Man (1987) (TV)